# 植物奶

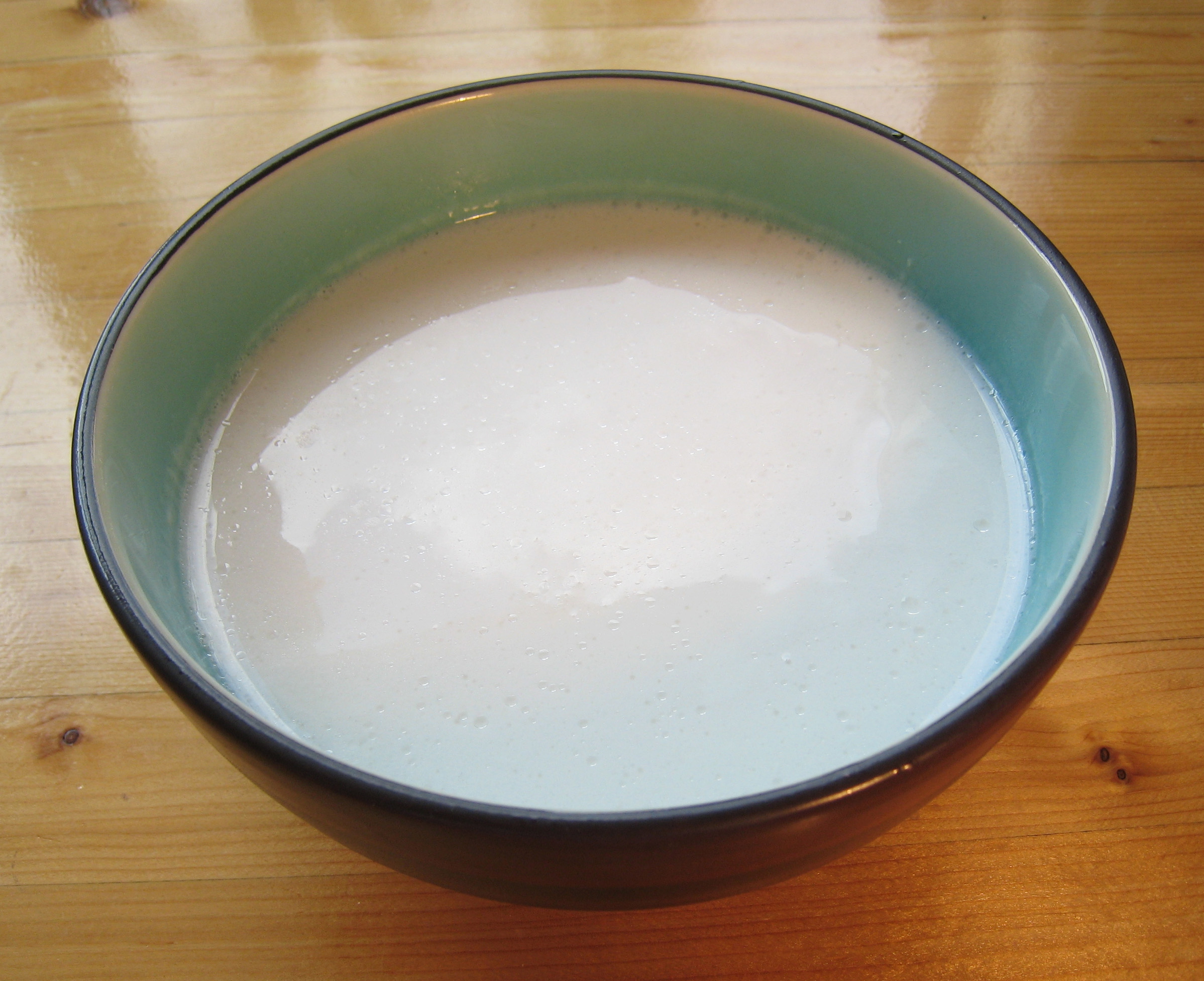
椰奶

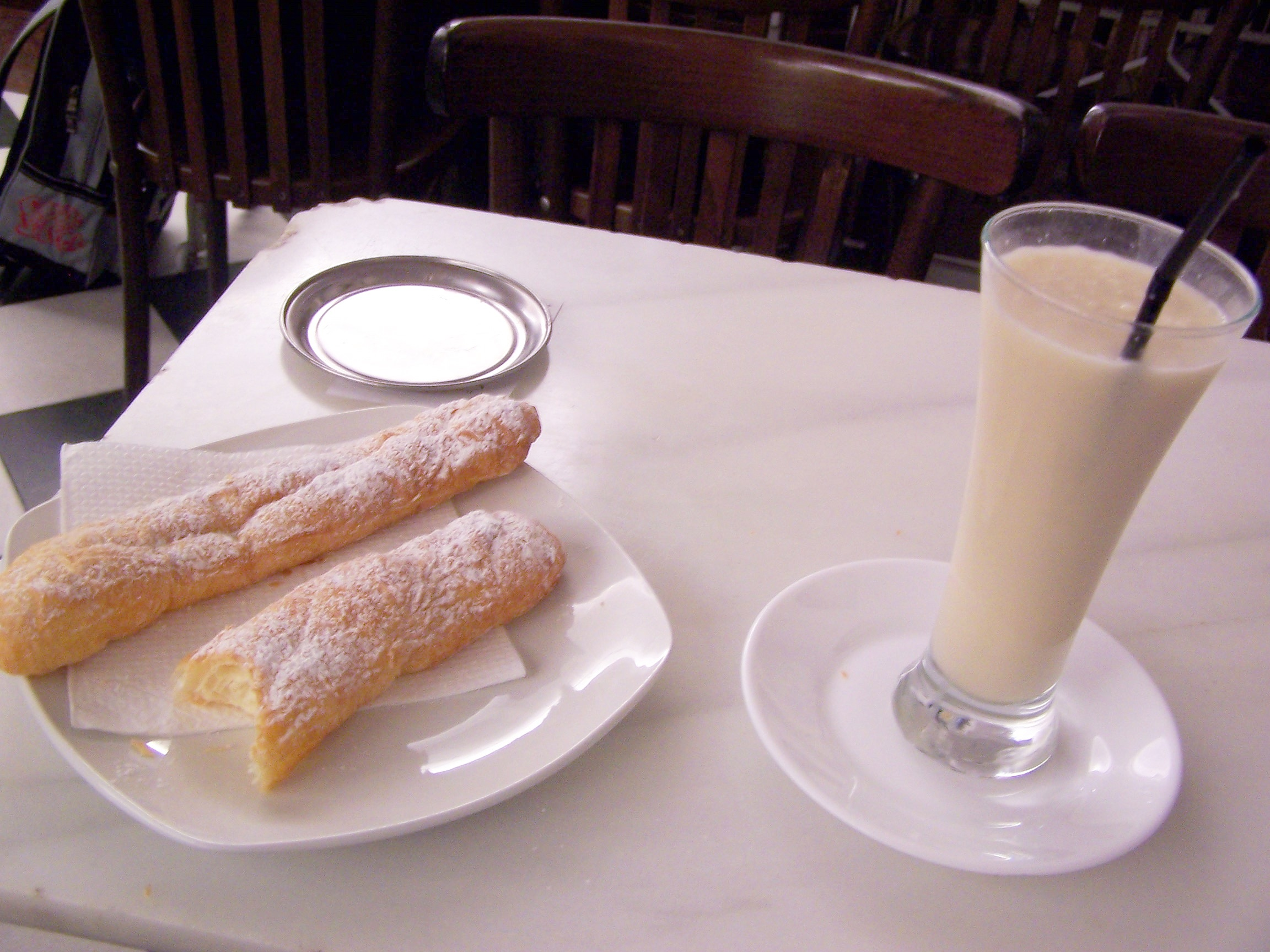
西班牙咖啡店裡一杯歐洽塔

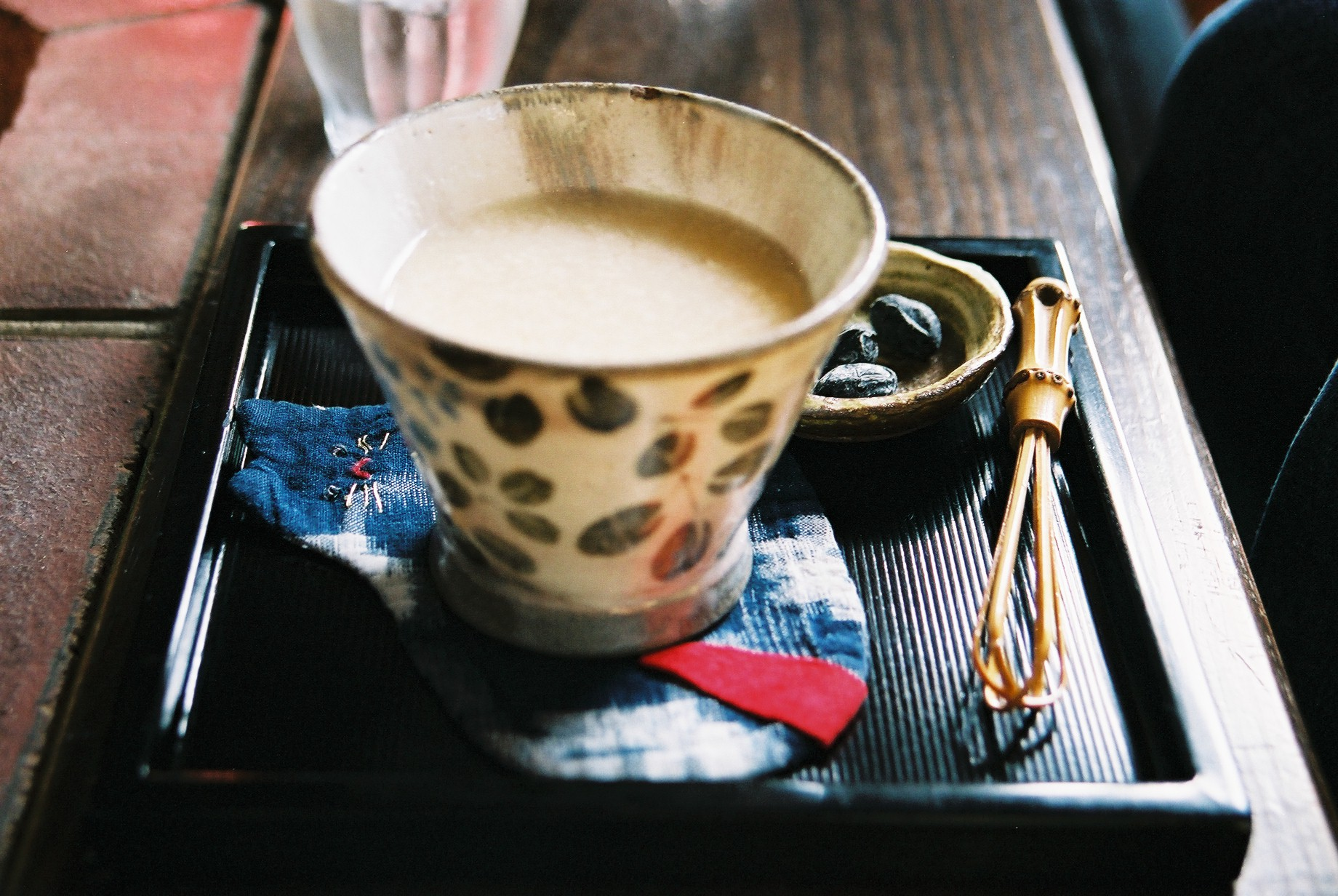
日本甘酒

植物奶（英語：Plant milk），是把植物經過浸泡、研磨、壓榨等方式，加工成口感及顏色類似乳的飲品。在人類歷史上，植物奶的飲用，歷史極為悠久，在不同的人類文化社群中，發展出各種不同的植物奶。可以作為一般的飲品，或是代替乳的材料。最常見的有豆漿、 杏仁奶、 米漿和椰奶。蛋白成分各有不同。 豆漿、米漿等飲料其常見原料為黃豆、黑豆、米等，常被當成乳的替代品。植物奶不含乳糖或膽固醇，其產品中常添加鈣或維他命，尤其是維他命B12。
飲用植物奶的原因通常是這些：道德（動物權益）、環境、健康（包括乳糖不耐症、乳過敏和苯丙酮尿症）、素食主義、宗教（例如有些基督教派系的大齋期當中）和純粹口感偏好。
在美國，豆漿曾經長期為最流行之非動物奶，大約從2010年起杏仁奶開始擴大流行，並於2013年超越豆漿成為流行之最。其他在美國流行的植物奶有米漿和椰奶。在歐洲，豆漿和燕麥奶較普遍，其他還有大麻籽奶、腰果奶、榛果奶，還有由豌豆和羽扇豆製成的奶。
植物奶可用來製作冰淇淋、植物奶油、純素起司和酸奶（如黃豆酸奶）。

## 種類
最常見的植物奶有杏仁奶、豆漿、椰奶和米漿，另外還有麻奶和花生奶。
植物奶也可以由以下原料獲得：
- 穀物：大麥、燕麥、斯佩耳特小麥
- 莢果：羽扇豆、豌豆
- 堅果：腰果、榛果、核桃
- 種子：奇亞籽、亞麻籽、藜麥、黑芝麻、葵花籽、大麻子